# Електричні властивості гірських порід

Питомий електричний опір гірських порід

Електри́чні власти́вості гірськи́х порі́д (рос. электрические свойства горных пород, англ. electric properties of rocks, нім. elektrische Gesteinseigenschaften f pl) — властивості, які визначаються електричним опором гірських порід або їх електропровідністю (що є зворотною електроопору), а також діелектричною проникністю.

## Класифікація
Залежно від електропровідності усі мінерали розділяються на три групи: 
- – провідники з питомою електропровідністю 10-1 ≤ ρ ≤ 104 Сим/м. До про-відників відносяться самородні метали, багато сульфідних мінералів, графіт, ільменіт, рутил, титаномагнетит та ін.;
- – напівпровідники з питомою електропровідністю 10-2 ≤ ρ ≤ 10-10 Сим/м. До напівпровідників відносяться гранат, лімоніт, гематит, сидерит, молібденіт, псиломелан, станін та ін.;
- – непровідники з питомою електропровідністю 10-11 ≤ ρ ≤ 10-20 Сим/м. До непровідників відносяться алмаз, каситерит, шеєліт, кварц, кальцит та ін.

Гірські породи (Г.п.) здебільшого є напівпровідниками, частина їх — діелектрики. В таблиці нижче подано питомий електричний опір rп деяких г.п. та відносну діелектричну проникність (ε) деяких г.п.
| Речовина       | rп, ом•м | ε         | Речовина              | rп, ом•м | ε         |
| -------------- | -------- | --------- | --------------------- | -------- | --------- |
| Повітря        | ∞        | 1,0006    | Руда піритова         | 10²      | -         |
| Вода           | 105      | 80,0      | Руда магнетитова      | 105      | -         |
| Лід            | 6,7·105  | 79,0      | Руда хромітова        | 10³      | -         |
| Нафта          | 10       | 2,0—2,7   | Роговик піроксеновий  | 10³—104  | 11,0      |
| Аргіліт        | 10²      | 6,0—8,0   | Кам'яне вугілля       | 10³—1012 | 3,0—15,0  |
| Глина          | 106      | 7,0—12,0  | Вапняк тонкозернистий | 105      | 7,0—11,0  |
| Гнейс          | 10²—107  | 8,0—15,0  | Кварцит               | 105      | 7,0       |
| Граніт         | 10²—107  | 4,9—9,0   | Мармур                | 10²—105  | 8,3       |
| Габро          | 10²—105  | 17,5      | Порфір кварцовий      | 10²      | 14,0—17,0 |
| Діорит         | 10²—108  | 8,0—9,0   | Перидотит             | 10²—10³  | 8,6       |
| Діабаз         | 10²—106  | 14,4—28,5 | Сланець серицитовий   | 104      | 11,0—12,0 |
| Вапняк         | 10²—10³  | 8,0—15,0  | Скарн нерудний        | 108—109  | 4,0—8,0   |
| Пісковик       | 108      | 9,0—11,0  | Серпентиніт           | 10³—104  | 11,2      |
| Руда мартитова | 104—105  | -         | Сієніт                | 10²—105  | 7,0—14,0  |

## Що впливає
На електричні властивості гірських порід впливає вологість, вміст солей, мінеральних домішок, орієнтація вимірювань (вздовж чи впоперек шару), температура порід, частотні характеристики електричного поля, структура мінералів тощо.
Наявність прожилок рудних матеріалів суттєво підвищує електропровідність г.п. Домішки часто дають той же ефект.
Цементація, навпаки, знижує електропровідність, оскільки цементуючими речовинами є речовини з великим опором — кварц, гіпс, кальцит та ін.
Метаморфізм вугілля підвищує їх електропровідність, причому особливо різко при вмісті вуглецю понад 87 %.
Із збільшенням зольності електричний опір вугілля (при відсутності піриту) зростає. Вивітрювання та пористість також спричиняють зростання електроопору г.п.
Причому електричний опір деяких г.п. (пісковиків, вапняків, доломітів і т. д.) суттєво залежить від форми пор.
Зволоження та водонасичення порід може змінити їх електричний опір на декілька порядків, викликає збільшення діелектричної проникності г.п. При цьому особливо сильні зміни електропровідності спостерігаються на початку зволоження і для г.п., які в сухому стані мають високий питомий електричний опір.
Електропровідність пластових вод залежить від їх мінералізації.
Електропровідність нафт порівняно низька, тому нафтонасичені породи менш електропровідні (вирішальним у цьому випадку є мінеральний скелет г.п.).
З підвищенням температури електропровідність та діелектрична проникність г.п. зростає, що відповідає законам квантової теорії.
Причому це зростання найбільше для гірських порід з малою початковою електропровідністю. У деяких напівпровідникових мінералів з високою електропровідністю вона практично не залежить від температури (піротин). Крива (Т) інколи може мати екстремум-максимум. Електричний опір вугілля при його нагріванні до 100 °C різко падає, а потім до 200 °C — збільшується. Наступний нагрів до 800 °C характеризується найбільшим лінійним зниженням електроопору.
Електропровідність замерзлих порід, особливо пухких та тріщинуватих зменшується, причому різко після переходу в область нижче 0 °C, що, очевидно, пов'язано з більшим, ніж у води, електроопором льоду.

## Чим характеризується
Електропровідність мінеральних частинок характеризується об’ємною і поверхневою складовими. Об’ємна електропровідність мінералу може коливатися у значних межах залежно від вмісту у мінеральних частинках сторонніх домішок. Поверхнева електропровідність залежить від стану поверхні, наявності на поверхні мінералу окисних плівок, вологи, поверхнево-активних речовин тощо. Природну поверхневу електропровідність мінералів у ряді випадків можна змінити в необхідному напрямку обробкою їх спеціальними реагентами. В результаті обробки збільшується різниця у електропровідності мінералів, особливо діелектриків, і отже поліпшуються умови їх розділення. На електричні властивості провідників обробка реагентами практично не впливає. 